# Narodowa Unia Grecji
Narodowa Unia Grecji (gr. Εθνική Ένωσις Ελλάδος, Ethniki Enosis Ellados, EEE) – greckie nacjonalistyczne ugrupowanie polityczne działające od 1927 r.
Narodowa Unia Grecji została założona w 1927 r. w Tessalonikach w środowisku greckich kupców-uchodźców z Azji Mniejszej. Na jej czele stali Georgios Kosmidis, kupiec i D. Charitopoulos, urzędnik bankowy. Jej członkami mogli być wyłącznie chrześcijanie. Z powodu noszenia przez jej członków wojskowych uniformów i paramilitarnej organizacji EEE była też nazywana jako "Trzy Epsilony" (τα Τρία Εψιλον) lub "Stalowe hełmy" (οι Χαλυβδόκρανοι"). Jednym z głównych haseł jej programu był agresywny antysemityzm, co przejawiało się w udziale w wielu zajściach antyżydowskich, m.in. w 1930 r. w Kavalli, w 1931 r. w Tessalonikach, czy w 1934 r. w Kastorii. W latach 30. liczebność EEE wynosiła ok. 1-2 tys. członków. Brała ona udział w różnych wyborach parlamentarnych i samorządowych, ale zawsze bez rezultatu. W 1935 r. w partii doszło do rozłamu wskutek walk frakcyjnych i jej działalność zamarła. W 1942 r. została ona reaktywowana dzięki wsparciu niemieckich władz okupacyjnych, prowadząc politykę kolaboracji z okupantami. Wielu członków EEE wstąpiło od września 1943 r. do tworzonych przez Niemców Batalionów Bezpieczeństwa (Ellinika Tagmata Asphaleias), które walczyły z partyzantami oraz brały udział w prześladowaniu i deportowaniu Żydów do hitlerowskich obozów koncentracyjnych. EEE istniała do końca niemieckiej okupacji w Grecji.